# Lamberts cylindriska ytriktiga projektion

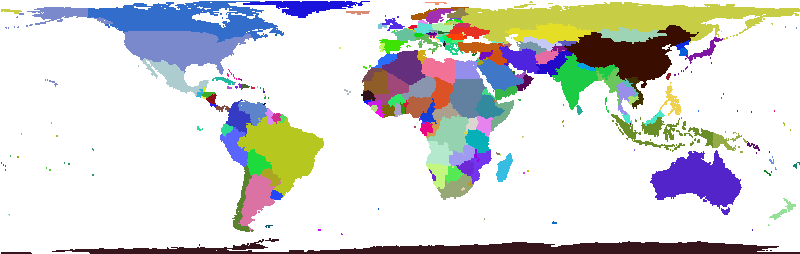
Världskarta i Lamberts cylindriska ytriktiga projektion

Lamberts cylindriska ytriktiga projektion är en kartprojektionsmetod för världskartor uppfunnen av Johann Heinrich Lambert 1772. Dess längdgrader (longituder) och breddgrader (latituder) skär varandra i räta vinklar och den bevarar ytors storleksförhållanden (är  ytriktig), men orsakar en förvrängning av former (saknar konformitet) vilken ökar med avtagande avstånd till polerna.
Principerna för kartprojektionen kan illustreras på följande sätt: Antag en genomsynlig cylinder placeras runt en jordglob så att den varvet runt tangerar ekvatorn. Därefter markerar man över hela cylindern (färgpunkter) vad man på respektive ställe ser på jordytan om man riktar blicken horisontellt, i riktning mot jordens axel. Om man sedan breder ut cylindern blir resultatet en karta där områdena längst i norr och längst i söder får en mycket tillplattad form. På en världskarta med Mercator-projektion, som också är en cylinderprojektion, blir Grönland nästan lika stort som Afrika. På en karta med Lamberts cylindriska ytriktiga projektion minskar skalan för Grönland relativt Afrika i nord-sydlig riktning, men ökar i öst-västlig riktning vilket medför att ytornas storleksförhållanden bevaras. Kartor ritade med denna projektion blir π gånger (3,1415… gånger) så breda som höga (skaländring). 
Lambert är mer känd för sin koniska projektion, som har en del gemensamt med den cylindriska, men som i likhet med andra koniska projektioner endast är till för att avbilda mindre områden. Lamberts koniska projektion har ett mycket större användningsområde än hans cylindriska. Lambert införde även en azimutalprojektionsmetod.